# Generální opat

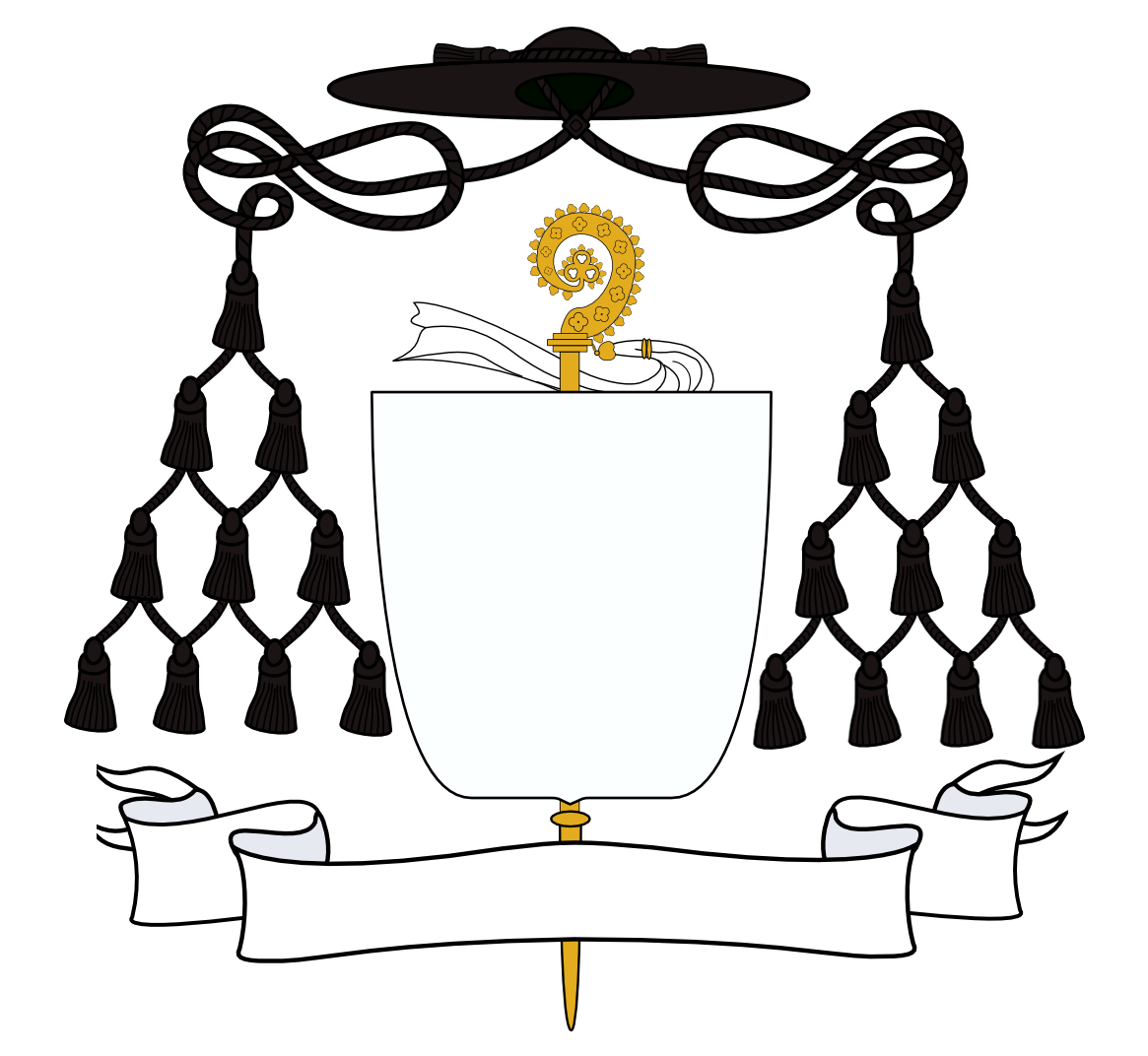
Znak generálních opatů

Generální opat (lat. abbas generalis) se nazývá nejvyšší představený (supremus moderator) některého z mnišských nebo kanovnických řádů. Jako opat obvykle přijal již opatskou benedikci.

## Varianty
Rozlišujeme:
- generální opat jako nejvyšší představený celého řádu stojí v čele centrálně organizovaného katolického řeholního společenství: cisterciáků, trapistů (= cisterciáků přísné observance) a premonstrátů. Generální opati dnes mají svá sídla v Římě. Jejich řády je vybavily příslušnou kompetencí zastupovat své komunity u Svatého stolce a za spolupracovníky mají členy tzv. generálních kurií.
- generální opat jako osoba v čele svazku klášterů augustiniánských kanovníků.
- generální opat jako představený (dříve byl nezávislý) jedné z větví vycházejí z benediktinského řádu jako jsou olivetáni, vallembrosiáni a silvestrini.
- od roku 2010 má také (aberantně) Velmistr řádu německých rytířů titul generálního opata.

## Současní generální opati jako nejvyšší představení řádu (od roku 2013)
- Thomas Handgrätinger, premonstráti (OPraem)
- Mauro-Giuseppe Lepori, cisterciáci (O.Cist.)
- Eamon Fitzgerald, cisterciáci přísné observance (OCSO)

## Současní generální opati v čele kongregačních řeholních řádů (od roku 2013)
- Giuseppe Cipolloni, (CRA), generální opat augustiniánů z Lateránu
- Bernhard Backovsky, augustiniáni (CRA), generální představený kongregace rakouských augustiniánů a opat primas augustiniánů kanovníků na celém světě
- Huges Paulze d' Ivoy, augustiniáni (CRA), generální opat augustiniánů od sv. Viktora

## Současní generální opati řádů vycházejících z benediktinů (od roku 2013)
- Giuseppe Casetta, vallembrosiáni (OSBVall)
- Michael Kelly, silvestrini (OSBSilv)
- Diego M. Rosa, olivetáni (OSBOliv)